# 伦敦德里 (圣卢西亚)
伦敦德里（英語：Londonderry）是加勒比海岛国圣卢西亚南部的一个内陆村庄，行政上由拉博里区管辖，位于巴尔卡和莫尔纳保罗之间。